# Anomis semipallida
Anomis semipallida är en fjärilsart som beskrevs av Louis Beethoven Prout 1926. Anomis semipallida ingår i släktet Anomis och familjen nattflyn. Inga underarter finns listade i Catalogue of Life.